# Dipoena subflavida
Dipoena subflavida är en spindelart som beskrevs av Tamerlan Thorell 1895. Dipoena subflavida ingår i släktet Dipoena och familjen klotspindlar.
Artens utbredningsområde är Myanmar. Inga underarter finns listade i Catalogue of Life.